# Bìm hoa vàng
Bìm hoa vàng (danh pháp khoa học:Merremia hederacea) là một loài thực vật có hoa trong họ Bìm bìm. Loài này được (Burm. f.) Hallier f. miêu tả khoa học đầu tiên năm 1893.